# Bab el-Gasus
Bab el-Gasus (árabe egipcio: باب الجسس, romanizado: bāb el-gasus, lit.'Puerta de los Sacerdotes [Espías]'), también conocido como el Escondrijo sacerdotal o Segundo escondrijo, fue un escondrijo de momias egipcias de la dinastía XXI (c. 1070 - 945 a. C.) hallado en Deir el-Bahari en 1891. 

## Excavaciones
Fue excavado por los egiptólogos franceses Eugène Grebaut y Georges Daressy, con Urbain Bouriant y Ahmed Kamal, bajo la dirección de Mohamed Ahmed Abd al-Rassul, que también había revelado la ubicación del llamado Escondrijo real en 1881. La entrada de la tumba se encontraba en la zona llana situada justo fuera del muro del recinto, frente al templo funerario de Hatshepsut. El hallazgo fue importante para la egiptología, por ser una tumba de sacerdotes y sacerdotisas del dios Amón, con lo que conlleva lo referente a la religión, la momificación y el estudio de los ataúdes. Se trata de la mayor tumba intacta hasta ahora encontrada en Egipto. En la actualidad, el contenido de la tumba se encuentra repartido entre 30 museos de todo el mundo.

## Historia
En 1893, el jedive Abbas II de Egipto regaló grupos de objetos de la tumba a 16 países para celebrar su ascenso al trono. Debido a esta dispersión, los estudiosos han prestado poca atención a los objetos hallados en el escondrijo.
Contenía, entre otros, 254 ataúdes ricamente decorados (101 conjuntos dobles), lo que da un total de 153 juegos de ataúdes, así como 110 cajas de shabtis, 77 estatuillas osiríacas de madera (en su mayoría huecas y conteniendo un papiro), 8 estelas de madera, 2 grandes estatuas de madera (Isis y Neftis), 16 cestos canopos de junco y 5 cestos redondos de junco tejido. Los ataúdes estaban hechos casi exclusivamente con madera de la higuera autóctona (Ficus sycomorus).
En el 125 aniversario del hallazgo, el Centro de Estudos Clássicos e Humanísticos de la Universidad de Coimbra puso en marcha el proyecto "Puerta de los Sacerdotes", junto a la Universidad de Leiden, el Museo Nacional de Antigüedades de Leiden, los Museos Vaticanos y la UCLA, con el fin de reconstruir la colección original de Bab el-Gasus.
En 2021, tras el traslado del Escondrijo real, se inauguró una nueva exposición de los objetos de Bab el-Gasus en el Museo Egipcio de El Cairo.
Como curiosidad, a pesar de ser una de las tumbas tebanas, el escondrijo nunca recibió un número de serie.

## Enterramientos
Los sacerdotes y sacerdotisas fueron enterrados aquí, extraídos de sus tumbas originales, para protegerlos de los saqueadores durante el reinado del faraón Psusenes II, sobre el año 950 a. C. Entre los enterramientos de la tumba se incluyen, entre otros:
- Hijos de Menjeperra
- Hijos de Pinedyem II
- Gautseshen, sacerdotisa cantora
- Tyanefer, sumo sacerdote de Amón